# Сила інтровертів. Тихі люди у світі, що не може мовчати
«Сила інтровертів. Тихі люди у світі, що не може мовчати» — документальна книга американської письменниці Сьюзен Кейн; бестселер Washington Post, Los Angeles Times, понад три роки перебувала у списках бестселерів New York Times, перекладена 36 мовами. Названа найкращою книжкою 2012 року в жанрі нон-фікшн за версією читачів сайту Goodreads.

## Про книгу
Сила інтровертів є спробою Сьюзен Кейн розкрити потенціал тихих людей, ілюструючи свої думки численними прикладами з різних сфер людського життя (бізнесу, освіти, політики, культурного та громадського життя). Вона сама є типовим інтровертом і на своєму прикладі ділиться порадами, як добитись успіху у житті.

## Українське видання
Видання української мовою було представлено видавництвом «Наш Формат» у 2017 році (у друкованому та цифровому варіантах). Переклад з англійської Тетяни Заволоко.